# GPnotebook
GPnotebook là một cơ sở dữ liệu y tế của Anh Quốc cho các bác sĩ đa khoa (GP). Nó là một cuốn bách khoa toàn thư về y học trực tuyến cung cấp nguồn tài liệu tham khảo ngay lập tức cho các bác sĩ lâm sàng trên toàn thế giới. Cơ sở dữ liệu bao gồm hơn 30.000 thuật ngữ chỉ mục và hơn hai triệu từ thông tin. GPnotebook được cung cấp trực tuyến bởi Giải pháp Oxbridge hạn chế.
Trang web GPnotebook được thiết kế chủ yếu với nhu cầu của các bác sĩ đa khoa (GP), và được viết bởi nhiều chuyên gia khác nhau, từ nhi khoa đến tai nạn và cấp cứu.
Ý tưởng ban đầu cho cơ sở dữ liệu bắt đầu từ căng tin của Bệnh viện John Radcliffe vào năm 1990 trong khi James McMorran, sinh viên lâm sàng năm nhất của Đại học Oxford, đang viết lên các ghi chú y khoa của mình. Thay vì viết các ghi chú bằng tay, ông đã viết các ghi chú của mình trong 'sơ đồ tư duy' các gói thông tin liên kết các khái niệm và điều kiện khác nhau để thể hiện kiến thức lâm sàng hai chiều. James đã thảo luận với Stewart McMorran (khi đó là sinh viên y khoa tại Đại học Cambridge và lập trình viên máy tính tài năng) cách thể hiện kiến thức y tế và giữa họ đã tạo ra phần mềm tác giả để tạo ra các 'gói' thông tin trong cơ sở dữ liệu. Phần mềm và cơ sở dữ liệu tác giả đầu tiên này là nguồn gốc của ngày hôm nay là GPnotebook. Đó là, có hiệu lực, một 'Wiki' y tế hơn 16 năm trước 'Wiki' đầu tiên!
Ban đầu James chỉ sử dụng phần mềm tác giả để nắm bắt việc học lâm sàng của chính mình. Có sự quan tâm từ các sinh viên y khoa khác tại Oxford và cuối cùng, một nhóm gồm sáu tác giả (chủ yếu là sinh viên y khoa Oxford) đã trở thành tác giả chính (và tiếp tục) cho GPnotebook. Trong số đó có Damian Crowther, người, trong thời gian, đã đảm nhận vai trò lãnh đạo kỹ thuật cho dự . James đóng vai trò lãnh đạo biên tập cho trang web. Damian đã phát triển phần mềm cho phiên bản web của cơ sở dữ liệu được phát hành trên web trên toàn thế giới vào năm 2001 dưới dạng GPnotebook.
GPnotebook được sử dụng trong sự tư vấn của các bác sĩ đa khoa và thường được sử dụng để truy cập thông tin về các bệnh hiếm gặp.